# Broomehill
Broomehill ist ein Ort auf dem Great Southern Highway, in der Great Southern Region von Western Australia. Er befindet sich 302 Kilometer südöstlich von der Hauptstadt des Bundesstaates Perth, und 20 Kilometer südlich von Katanning.

## Etymologie
Der Ort ist nach dem Gouverneur Frederick Broome benannt. Anfänglich hieß die Stadt Broome Hill. Seit 1959 ist ihr offizieller Name Broomehill.

## Geschichte
Broomehill entstand mit dem Ausbau des Great Southern Railway, der 1889 fertiggestellt wurde. Die Eisenbahnstrecke führt die Strecke zwischen Beverley und Albany.
1890 wurde der Ort von der Western Australian Land Company amtlich bekannt gegeben. Sieben Jahre danach wurde er von der australischen Regierung anerkannt.
Eine Gruppe Siedler kam in Broomehill von der ehemaligen Stadt Eticup, um zu helfen, eine Gemeinde nach der Fertigstellung der Eisenbahnlinie zu gründen. Unter den ersten Siedlern befanden sich die Familien Witham, Walsh und Curnow, die am Aufbau der ersten Gebäuden teilnahmen. 1892 wurden die Polizeistation und das Postamt errichtet.

## Verschiedene
Obwohl die lokale Wirtschaft auf der Weizen-Produktion sowie der Schäferei beruht, wurden in den letzten Jahren der Weinbau und die Aquakultur eingeführt.
Der Wanderweg Holland Track, der nach Coolgardie führt beginnt in Broomehill.